# Боровица (приток Летки)
Боровица — река в России, протекает в Нагорском и Слободском районах Кировской области. Устье реки находится в 54 км по левому берегу реки Летка. Длина реки составляет 43 км, площадь бассейна — 314 км². В 9,2 км от устья принимает справа реку Осиновица.
Исток реки в лесах близ границы с Республикой Коми в 8 км к югу от посёлка Бажелка (центр Метелевского сельского поселения). Рядом с истоком Боровицы берут начало несколько небольших притоков реки Фёдоровка, здесь проходит водораздел Летки и Кобры. Река течёт на юг, затем поворачивает на юго-запад. Верховья лежат в Нагорском районе, прочее течение в Слободском. Всё течение реки проходит по лесному массиву, единственный населённый пункт на реке — небольшая деревня Березник (Озерницкое сельское поселение). Река собирает воду многочисленных небольших притоков, русло сильно извилистое. Впадает в Летку в урочище Ватлуново в 11 км к северо-западу от посёлка Сухоборка. Ширина реки у устья — 10 метров.

## Притоки
- река Осиновица
- река Чернушка (лв)
- река Ольховка (лв)
- река Крутик (лв)
- река Чернушка (пр)
- река Кузминка (лв)
- река Студёный Ключ (пр)
- река Камешка (лв)

## Данные водного реестра
По данным государственного водного реестра России относится к Камскому бассейновому округу, водохозяйственный участок реки — Вятка от истока до города Киров, без реки Чепца, речной подбассейн реки — Вятка. Речной бассейн реки — Кама.
По данным геоинформационной системы водохозяйственного районирования территории РФ, подготовленной Федеральным агентством водных ресурсов:
- Код водного объекта в государственном водном реестре — 10010300212111100031860
- Код по гидрологической изученности (ГИ) — 111103186
- Код бассейна — 10.01.03.002
- Номер тома по ГИ — 11
- Выпуск по ГИ — 1